# Шести дан
Шести дан је научнофантастични филм из 2000. који је режирао Роџер Спотисвуд. Главне улоге играју: Арнолд Шварценегер, Мајкл Рапапорт, Тони Голдвин, Мајкл Рукер, Сара Винтер и Роберт Дувал.

## Радња
У 2015. години, клонирање људи и животиња постала је реалност. Адам Гибсон (Арнолд Шварценегер) води миран породични живот, све док не сазна да је клониран, па пролази кроз озбиљну кризу идентитета. Наиме, он је илегално клониран у корпорацији која не ради у складу са законима, а сада је потајно мета тим истим људима који желе да га убију, како би прикрили доказе о клонирању. Насилно одвојен од своје породице суочен са шокантном, савршеном копијом самог себе. Адам креће у лични обрачун како би вратио свој живот и спасио свет од илегалних поступака клонирања.

## Улоге
| Глумац             | Улога                     |
| ------------------ | ------------------------- |
| Арнолд Шварценегер | Адам Гибсон               |
| Мајкл Рапапорт     | Хенк Морган               |
| Тони Голдвин       | Мајкл Дракер              |
| Мајкл Рукер        | Роберт Маршал             |
| Сара Винтер        | Талија Елсворт            |
| Венди Крусон       | Натали Гибсон             |
| Родни Роланд       | П. Вајли                  |
| Тери Круз          | Винсент Бансворт          |
| Кен Пог            |                           |
| Колин Канингам     | Трип                      |
| Роберт Дувал       | др Грифин Вир             |
| Вонда Канон        | Катрин Вир                |
| Тејлор Ен Рид      | Клара Гибсон              |
| Џенифер Гарис      | Хенкова виртуелна девојка |
| Дон Макманус       |                           |
| Мартин Фелиз       | Тама ()                   |